# Mendota Wildlife Area
Mendota Wildlife Area is een klein natuurgebied in het westen van Fresno County in de Amerikaanse staat Californië. Het natuurgebied werd tussen 1954 en 1991 verworven en wordt door het California Department of Fish and Wildlife beheerd. Het bestaat uit velden en riviervlakte (drasland) en het beslaat een oppervlakte van ongeveer 47,76 vierkante kilometer.
Mendota Wildlife Area ligt ten zuidoosten van het plaatsje Mendota en ten noordwesten van Tranquillity, in de San Joaquin Valley, een belangrijke landbouwstreek in de Verenigde Staten. Fresno Slough stroomt erdoorheen en de State Route 180 loopt langs de noordgrens van het natuurgebied.

## Fauna
In het drasland komen verschillende soorten watervogels voor waaronder de witmaskeribis, de kwak en de Amerikaanse kleine zilverreiger, maar ook zang-, waad- en roofvogels. Zoogdieren in het gebied zijn onder meer coyotes, bevers, wasberen, zwartstaarthazen en grondeekhoorns. In Fresno Slough leven vissen als Lepomis macrochirus en soorten uit het geslacht Pomoxis. Daarnaast leven er ook slangen, waaronder ratelslangen.